# Comté de Wilkinson (Mississippi)
Pour les articles homonymes, voir Comté de Wilkinson.
Le comté de Wilkinson est situé dans l’État du Mississippi, aux États-Unis. Il comptait 10 312 habitants en 2000. Son siège est Woodville.